# Isla Vigía

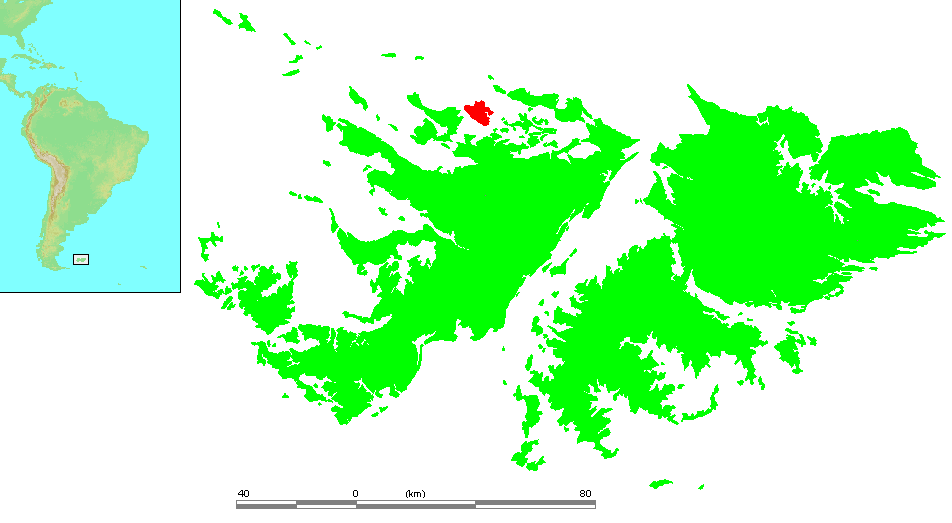
Localización de la isla Vigía.

La isla Vigía o Keppel (o bien en inglés, Keppel Island) forma parte del archipiélago de las islas Malvinas.
La isla Vigía se localiza entre las islas Trinidad y la Borbón, al norte de la Gran Malvina; su superficie comprende unos 40 km². En su extremo septentrinal se encuentra la punta Norte, en el occidental la punta Gaviota y en el lado oriental se ubican las puntas Arrecife, Tucumán y Salta.
Es administrada por el Reino Unido como parte del territorio de ultramar de las islas Malvinas (Falkland Islands). Es reclamada por Argentina formando parte del departamento Islas del Atlántico Sur dentro de la provincia de Tierra del Fuego, Antártida e Islas del Atlántico Sur.

## La Sociedad Misionera Patagónica
A fines de la década de 1840, se establecieron en la isla Vigía las instalaciones de la Sociedad Misionera Patagónica a cargo de Allen Gardiner, oficial retirado de la Marina Real británica, que había decidido dedicar el resto de su vida a predicar el Evangelio a los paganos. Gardiner, conociendo la historia de los fueguinos llevados por Robert Fitz Roy a Inglaterra, armó dos expediciones con la idea de establecer una misión en el área de la isla Navarino donde esperaban contar con la ayuda de Jemmy Button. Ambas expediciones fallaron y Allen Gardiner junto a seis compañeros murieron de inanición y frío en puerto Español en la orilla norte del canal Beagle, entre junio y el 6 de septiembre de 1851. 
En 1856, George Despard se mudó a la isla Vigía para hacerse cargo de la misión anglicana, llevando consigo a su esposa, sus hijos y su hijo adoptivo Thomas Bridges. Desde esta misión iniciaron los trabajos misionales trasladando a yámanas desde el canal Beagle a dicha isla para su educación cristiana. Es en esos años que Thomas Bridges comenzó a aprender su idioma y escribió un diccionario con aproximadamente 30 000 palabras. Posteriormente mudaría el establecimiento a la zona donde actualmente se asienta la ciudad de Ushuaia.